# 히가시하마촌
히가시하마촌(일본어: 東浜村)은 일본 가가와현 가가와군에 설치되었던 촌이다. 현재의 다카마쓰시에 해당한다.

## 역사
- 1889년 4월 1일 - 정촌제 시행에 수반해, 가가와군  히가시하마촌의 대부분이 후쿠오카시모촌이 합병해, 히가시하마촌이 성립하였다.
- 1920년 12월 31일 - 다카마쓰시에 편입, 동일 히가시하마촌은 폐지되었다.

## 참고 문헌
- 角川日本地名大辞典編纂委員会, 『角川日本地名大辞典 43 香川県』, 1985, 角川書店